# Eupithecia infimbriata
Eupithecia infimbriata är en fjärilsart som beskrevs av Paul Dognin 1907. Eupithecia infimbriata ingår i släktet Eupithecia och familjen mätare. Inga underarter finns listade i Catalogue of Life.